# Antjie Krog
Antjie Krog (Kroonstad, Estat Lliure d'Orange, 23 d'octubre de 1952) és una acadèmica, poeta i periodista sud-africana en afrikaans i anglès.
Nascuda d'una família afrikaner d'escriptors, va créixer en una granja. El 1973, va obtenir una llicenciatura en Llengua Anglesa per la Universitat de l'Estat Lliure i un màster en afrikaans en la Universitat de Pretòria el 1976. Més tard, amb un diploma de la Universitat de Sud-àfrica (UNISA), va treballar com professora adjunta en una universitat per a sud-africans negres.

## Poesia
Descrita com la Pablo Neruda de l'afrikaans per la seva contemporània Joan Hambidge, va publicar el seu primer poemari amb 17 anys, Dogter van Jefta (Filla de Jefta), dos anys després Januarie-suite (Suite de gener) i més tard 8 poemaris més en afrikaans i un en anglès. La seva obra ha estat traduïda a diversos idiomes.

## Periodisme
Va treballar per a diverses publicacions com Die Suid-Afrikaan, antic diari co-fundat per Hermann Giliomee i on era editora. També, Pippa Green la va convidar a unir-se a la South African Broadcasting Corporation (SABC). Va treballar de reportera dos anys amb el nom de Antjie Samuel al programa AM Live sobri assumptes de la Comissió de veritat i reconciliació (CVR) de Sud-àfrica. Quan va acabar la CVR, va ocupar el lloc d'editora parlamentària en la SABC.

### Poesia
- Dogter van Jefta (1970)
- Januarie-suite (1972)
- Beminde Antarktika (1974)
- Mannin (1974)
- Otters in Bronslaai (1981)
- Jerusalemgangers (1985)
- Lady Anne (1989)
- Gedigte 1989–1995 (1995)
- Kleur kom nooit alleen nie (2000)
- Down to my last skin (2000)
- Met woorde soos met kerse (2002)
- The stars say tsau (2004)
- Body bereft (2006)

### Poesia infantil
- Mankepank en ander Monsters (1989)
- Voëls van anderster vere (1992)
- Fynbosfeetjies de Antjie Krog i Fiona Moodie (2007)

### Prosa
- Relaas van 'n Moord (1995)
- Country of my Skull (1998)
- A Change of Tongue (2003), (tr. afrikaans n Ander Tongval, 2005)
- There was this goat (2009), amb Nosisi Mpolweni y Kopano Ratele

### Drama
- Waarom is dié wat voor pomp-pomp altyd vet? (1999)

### Traduccions
- Domein van Glas, del neerlandès Een Mond vol Glas de Henk van Woerden
- Lang Pad na Vryheid, de l'anglès Long Walk to Freedom de Nelson Mandela
- Mamma Medea, de l'obra en neerlandès Mamma Medea de Tom Lanoye

## Premis
- Eugene Marais Prize (1973)
- Reina Prinsen-Geerligs Prijs (1976)
- Rapport Prize (1987)
- Hertzog Prize (1990)
- Foreign Correspondent Award (1996)
- Pringle Award (1996)
- Alan Paton Award (1996)
- Booksellers Award (1999)
- Hiroshima Peace Culture Foundation Award
- Olive Schreiner Prize (2000)
- RAU-Prys vir Skeppende Skryfwerk (2001)
- South African Translators' Institute Award for Outstanding Translation (2003)